# Gare de Yakumo
La gare de Yakumo (八雲駅,, Yakumo-eki) est une gare ferroviaire du bourg de Yakumo, à Hokkaidō au Japon. La gare est exploitée par la compagnie JR Hokkaido.

## Situation ferroviaire
La gare de Yakumo est située au point kilométrique (PK) 81,1 de la ligne principale Hakodate.

## Historique
La gare de Yakumo a été inaugurée le 3 novembre 1903.

## Service des voyageurs

### Accueil
La gare dispose d'un bâtiment voyageurs, avec guichets, ouvert tous les jours.

### Desserte
- Ligne principale Hakodate :
  - voie 1 : direction Shin-Hakodate-Hokuto et Hakodate
  - voie 3 : direction Oshamambe et Sapporo